# ماری، ملکه اسکاتلند (فیلم ۱۹۷۱)
ماری، ملکه اسکاتلند (به انگلیسی: Mary, Queen of Scots) فیلمی زندگی‌نامه‌ای به مدت ۱۲۸ دقیقه بر اساس زندگی ماری یکم اسکاتلند به کارگردانی چارلز جروت با بازی ونسا ردگریو است.